# Světelný zdroj
Světelný zdroj
je zdroj elektromagnetického záření v rozsahu vlnových délek zhruba 380–780 nm, (360–800 nm), což je záření, které můžeme pozorovat lidským okem jako viditelné světlo. Zpravidla rozlišujeme světelné zdroje přírodní a zdroje umělé (člověkem vytvořené). 

## Vlastní a nevlastní zdroje
Světelné zdroje lze rozdělit na
- vlastní – za vlastní zdroje označujeme taková tělesa nebo látky, v jejichž struktuře dochází ke vzniku světla. Za vlastní zdroj světla tedy můžeme považovat např. Slunce, žárovku, plamen atd.
- nevlastní – látky, které samy světlo nevytvářejí, ale pouze odráží a rozptylují dopadající světlo. Mezi nevlastní zdroje lze zařadit např. Měsíc, mraky, všechny osvětlené předměty apod. Tyto zdroje lze dále rozlišovat jako:
  - reflektory – odražeče, neprůhledné, pro dané záření
  - refraktory – "ohýbače" / "lamače", čiré,
  - stínítka / matnice, poloprůhledné difuzéry.

## Přírodní zdroje
K přírodním zdrojům patří například:
- Kosmická tělesa
  - Primární zdroje – Slunce, hvězdy: Skutečně světlo vytvářejí.
  - Sekundární zdroje – Měsíc: Pouze odráží světlo z jiných zdrojů, samy nesvítí.
- Chemické reakce – oheň
- Biologické zdroje
  - Primární zdroje – luminiscence: světlušky, různí mořští živočichové, houby
  - Sekundární zdroje – odrazy očí viditelné ve tmě nebo při záblesku: efekt červených očí nebo iridescence i obecně
- Elektrické výboje – elektrický proud v plynech (oblouk, výboj, blesk)
- Tektonické jevy – žhnoucí láva

## Umělé zdroje
Nejznámější a nejrozšířenější umělé zdroje světla se rozdělují podle dalších hledisek. Jedno z nich je podstata vzniku světla. Rozeznáváme zdroje na principu teplotního záření (např. žárovky), záření elektrického výboje v plynech a parách kovů (zářivky, výbojky) anebo luminiscence (např. svítivé diody).
Mezi hlavní parametry, jež se sledují u umělých světelných zdrojů patří: životnost světelného zdroje (udávaná v hodinách), hodnota světelného toku a jeho spektrální složení, svítivost a její prostorové rozložení, jas, teplota chromatičnosti Tc a index podání barev Ra. U umělých světelných zdrojů, jejichž činnost závisí na elektrické energii, pak také příkon, napětí, proud a především měrný výkon, což je podíl vyzařovaného světelného toku a příkonu (vyjadřuje se tedy v lm/W). Měrný výkon charakterizuje efektivnost přeměny energie elektrické na světelnou.

### Teplotní zdroje světla

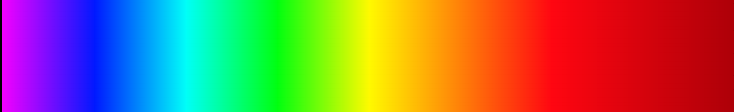
Spojité spektrum ideálního teplotního zářiče.

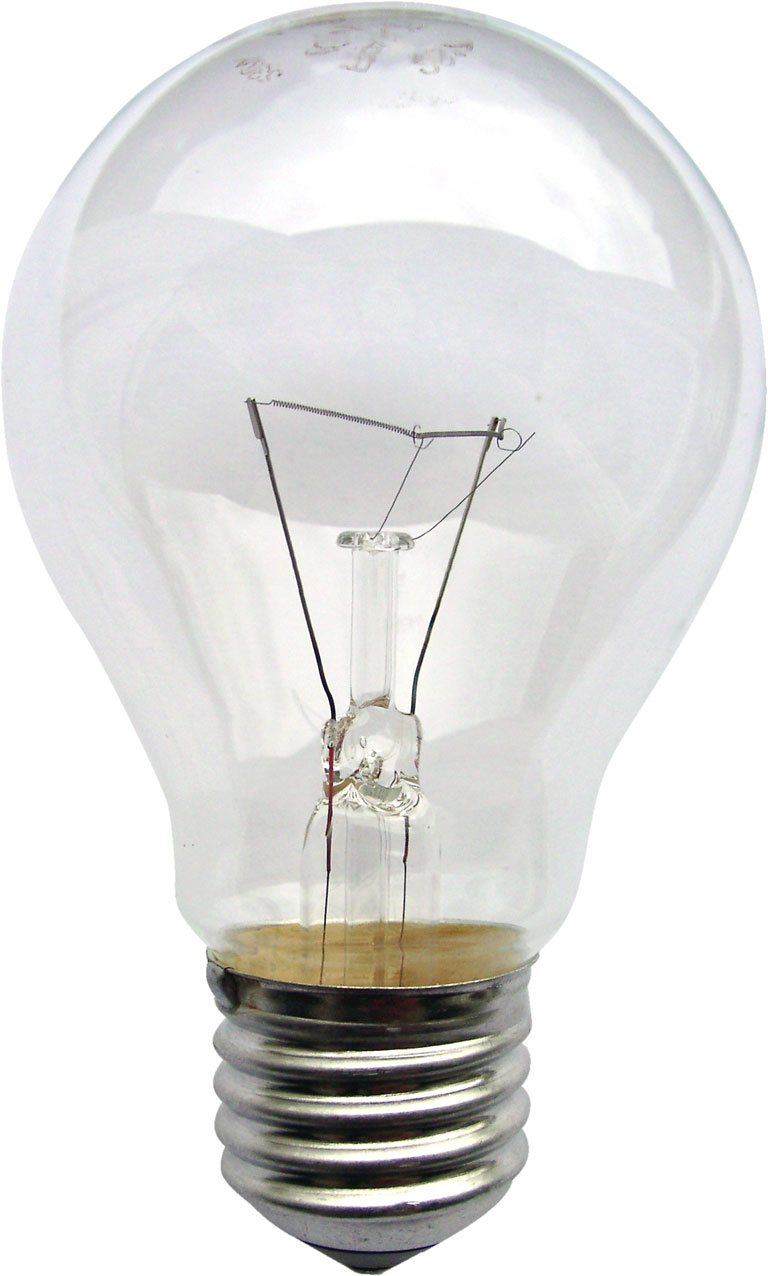
Žárovka

Největší a nejstarší skupinu tvoří zdroje teplotní, tzv. inkandescentní. Inkandescence je jev vyzařování světla, způsobeného tepelným buzením. V těchto zdrojích vzniká světlo jako jedna ze složek elektromagnetického záření vyvolaného vysokou teplotou povrchu nějakého tělesa. Patří sem oheň (svíčka, lampa), v němž září:
- rozžhavené částice (nejčastěji uhlíku),
- slabě i žhavé plyny.

#### Elektroinkandescence
Vzniká průchodem elektrického proudu pevnou vodivou látkou s vysokou teplotou tání např. platina, wolfram atd. Pevná látka se rozžhaví na požadovanou teplotu, při které dochází k emisi viditelného záření.
Na tomto principu pracují klasické žárovky s wolframovým vláknem: V žárovkách svítí rozžhavené wolframové (u prvních žárovek uhlíkové) vlákno. V plynové lampě svítí žhavá tepelně odolná punčoška z jemné tkaniny ohřívaná málo svítivým plynovým plamenem.
Společnou vlastností teplotních zdrojů je:
- velmi nízká účinnost přeměny jiného druhu energie na světlo,
- velký podíl energie vyzářené v podobě tepla (hlavní část),
- spojité rozložení světla ve spektru podle fyzikální křivky teplotního zářiče,
- subjektivně příjemné vnímání světla lidským okem,
- závislost barvy světla na teplotě zářiče,
- závislost účinnosti zdroje na teplotě zářiče.

### Chemické zdroje světla
Jsou založeny na luminiscenci. Obvykle se s nimi lze setkat ve formě trubic, sloužících pro nouzové osvětlení.

### Elektrické zdroje světla s nespojitým spektrem
Na rozdíl od teplotních zdrojů zde vzniká světlo jinými mechanismy. Obvykle jde o proud fotonů jednotlivě vyzářených při návratu elektronů z nestabilních poloh ve vyšších hladinách do stabilní polohy v nižší hladině v elektronovém obalu nějakého atomu. Protože energie uvolňovaná vracejícími se elektrony je kvantovaná velikostí „skoku“ mezi hladinami, mají i energie fotonů nespojitý průběh, rozdělený do tzv. emisních spektrálních čar nebo pásů.

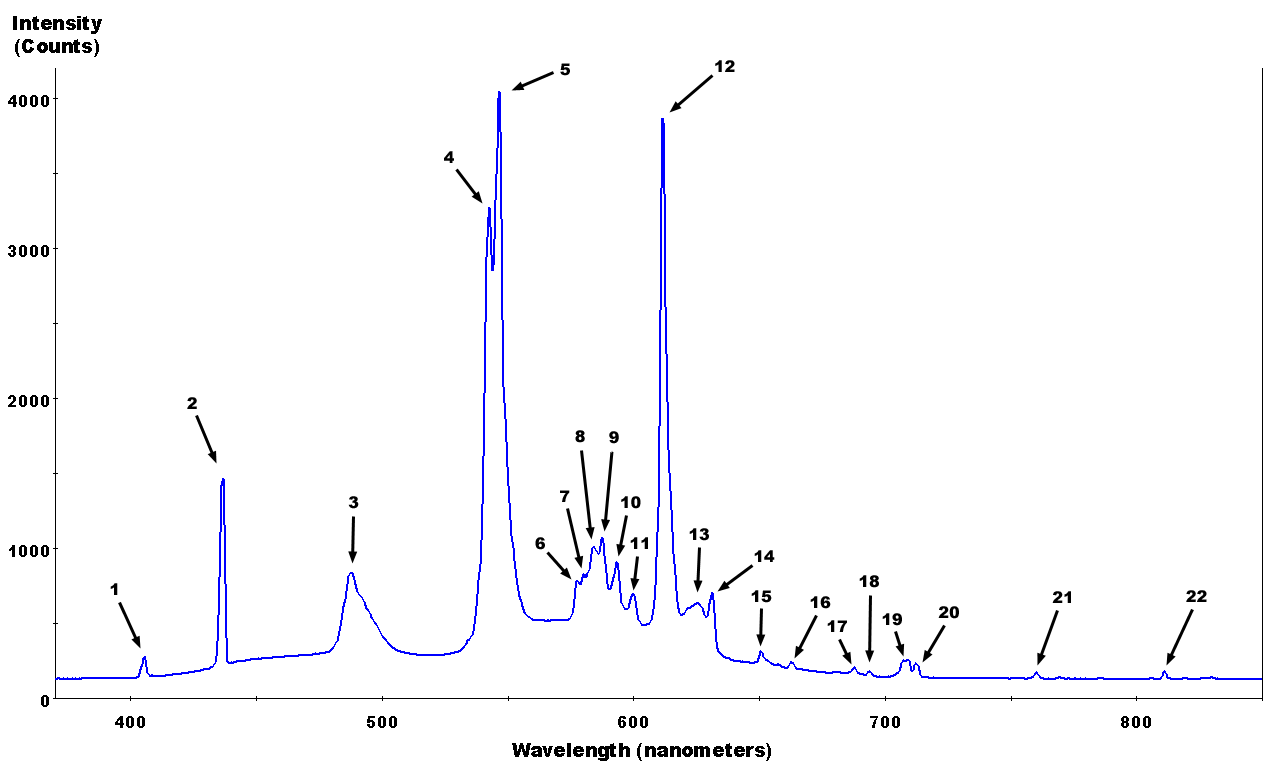
Spektrální křivka vyzářené energie v závislosti na vlnové délce u zářivky. Křivka má ostrá lokální maxima, na rozdíl od hladké křivky teplotního zdroje.

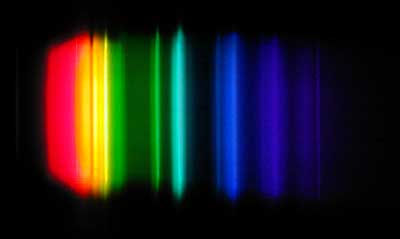
Čárové spektrum vysokotlaké sodíkové výbojky: Modré a zelené proužky jsou emisní čáry rtuti, červené a oranžové pásy jsou emise sodíku.

Vybuzeného stavu atomů s elektrony dočasně na vyšších hladinách než jsou obvykle se dosahuje procesem zvaným excitace. K excitaci dochází různými způsoby, například vysokou teplotou, silným elektrickým polem, nárazem částic nebo atomů s vysokou energií apod.
Ke zdrojům světla s nespojitým spektrem patří i lasery.
Barva světla popsaných zdrojů obvykle nebývá bílá. Podle polohy svítivých částí spektra má zdroj výraznou převažující barvu. Např. neonka, zvaná tak podle plynové náplně neonu (Ne) nebo podle barvy výboje doutnavka, svítí červeně.
Rtuťové výbojky a zářivky svítí převážně v neviditelné ultrafialové části spektra a pro získání viditelného světla je třeba použít optickou transformaci pomocí vrstvy luminoforu na vnitřní straně baňky či trubice.
Nízkotlaké sodíkové výbojky svítí převážně na žlutooranžových sodíkových (Na) čarách spektra.

### Barva světla ze zdroje a její vnímání
Zdroj světla obvykle nevyzařuje rovnoměrně na všech vlnových délkách vnímaných lidským okem. Oko pak vnímá světlo ze zdroje ne jako bílé, ale barevné. Nejvýrazněji se zbarvení uplatňuje u zdrojů s nespojitým spektrem.
Při vnímání barvy světla se projevují dvě protichůdné schopnosti.
Jedním je pozvolná adaptace oka a jeho vyhodnocovacího orgánu (část mozku) na barvu světla. Projevuje se zde vůlí neovlivnitelná snaha upravit vnímání světla tak, aby převažující barva byla neutralizována a světlo se jevilo jako bílé. Je to jev známý např. z lyžařských či slunečních brýlí. Po nasazení barevného filtru na oči se nejprve vše jeví obarveno vlivem filtru, postupně pak výrazná barva mizí a člověk začíná vnímat svět kolem sebe v téměř přirozených barvách.
Druhým jevem je schopnost správného vnímání a rozlišování barevných odstínů, která je nutná pro celou řadu lidských činností (dopravní signály, práce malíře nebo grafika, výběr barvy látek a nití švadlenou).
Čím je barva světla méně neutrální, tj. nevyvážená ve prospěch jednoho převažujícího odstínu, tím obtížnější je správné rozlišení barevných odstínů pozorovaných předmětů odrážejících toto světlo. Krajním případem je jednobarevné, tzv. monochromatické světlo (viz monochromatické záření). Pozor, nezaměňovat pojmy monochromatický a černo-bílý.
Při osvětlení monochromatickým světlem nelze vůbec rozlišit barevné odstíny. V takovém případě oko rozlišuje pouze jasy a člověk pozná který předmět je světlejší a který je tmavší, nikoliv jakou barvu který má. Subjektivně je takové osvětlení nepříjemné a způsobuje zvýšenou únavu očí. Příkladem je osvětlení některými typy barevných výbojek pro technické účely. Podobně působí při vnímání i světlo červené lampy ve fotokomoře, které ale není čistě monochromatické.
Monochromatické světlo má i své příznivé účinky. Umožňuje lidskému oku rozlišit jemnější detaily tvaru a jasu předmětů, protože při tomto druhu světla se neuplatňuje tzv. chromatická vada oční čočky, která jinak zhoršuje ostrost vidění.
Čistě monochromatické světlo vyzařuje laser. Jeho zvláštností je to, že jde současně o světlo polarizované a koherentní.

### Vyrovnávání barvy světla při návrhu zdroje

Aditivní směšování tří základních barevných světel může v oku vyvolat dojem světla bílé barvy

Poměrně náročným úkolem konstruktéra světelného zdroje je dosáhnout alespoň velmi přibližně vyrovnaného světelného vjemu ve třech částech spektra vnímaného lidským okem, aby všechny tři typy očních čípků (červená-zelená-modrá) měly přiměřený světelný vjem a dávaly svému nositeli dojem nebarevného nebo jen málo barevného světla.

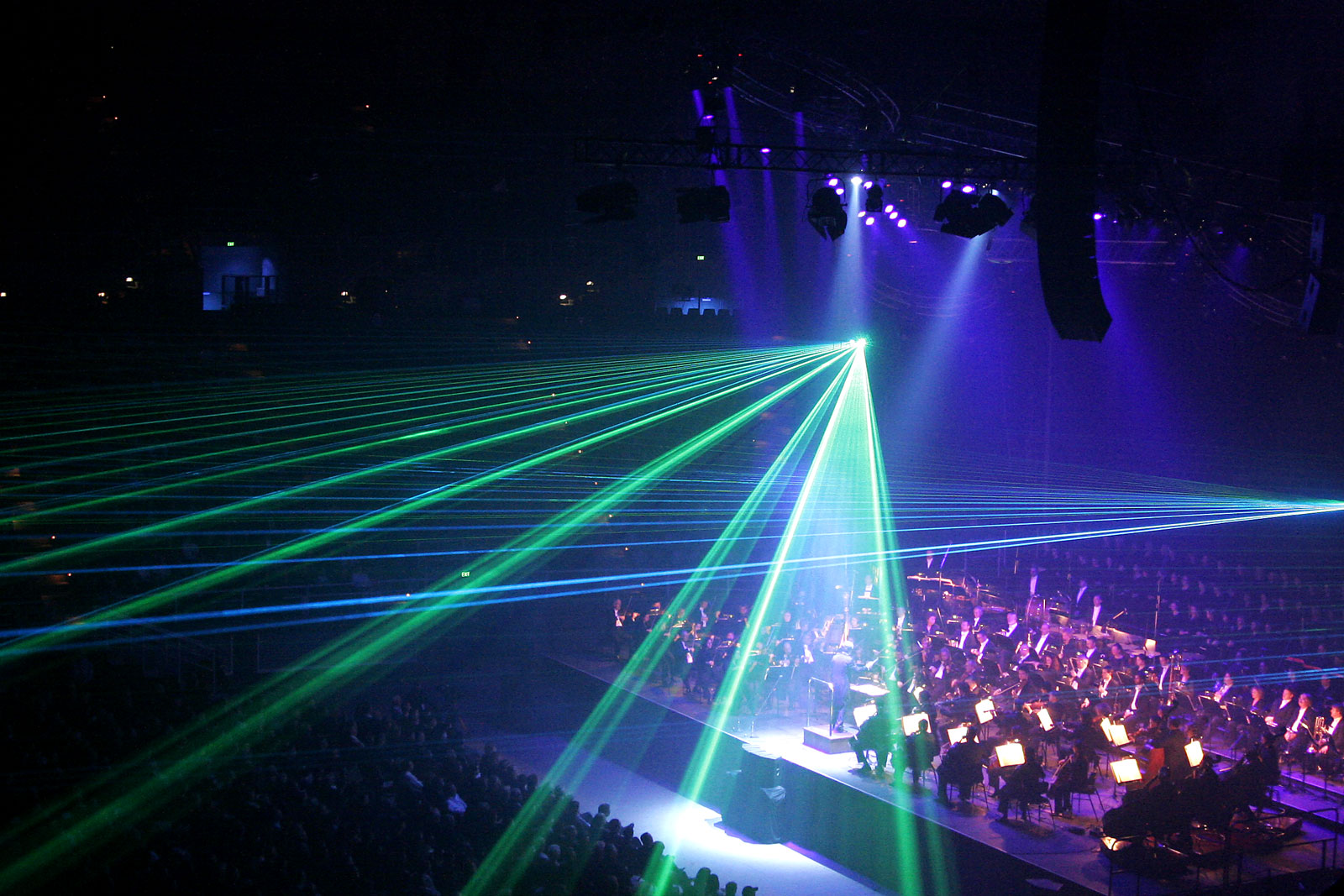
Světelné efekty s využitím laserů

To se samozřejmě netýká zdrojů, u nichž je barevné světlo žádané. Sem patří různá výstražná světla, efektové osvětlení (diskotéky) nebo zvláštní technické a výtvarné účely (zpracování fotografie, fotochemie, fotoelektronika, přenos informací světlem atd.).
Snaha o neutrální bílé světlo vede k výběru
- zdrojů teplotních, které při dostatečně vysoké teplotě mají světlo blížící se neutrálnímu
- zdrojů kompenzovaných, které září v několika částech spektra a vyvolávají subjektivní dojem bílého světla.

Vyrovnání (kompenzace) se dosahuje např.
- vhodnou volbou luminoforů zářících na různých barvách (zářivka, rtuťová výbojka)
- použitím více současně zářících zdrojů, např. bíle svítící LED dioda, složená buď ze tří diod svítících červeně, zeleně a modře, nebo nověji z modré diody s přídavkem luminoforu, který mění část jejího modrého světla na žluté a doplňuje tak spektrální složení na zdánlivě bílé světlo. Viz též obrázek vpravo.

## Fotometrické modely zdrojů
Pro fotometrické účely se zavádí modely zdrojů světla.
Mezi nejdůležitější patří model bodového zdroje světla. V praxi lze za takový zdroj považovat plamen svíčky, vlákno žárovky nebo Slunce (v dostatečné vzdálenosti), tzn. takový zdroj světla, který je dostatečně malý a současně je pozorován z velké vzdálenosti.
Jiným často využívaným modelem je plošný světelný zdroj. O plošném zdroji hovoříme, tehdy, pokud jsou rozměry zdroje světla dostatečně velké vzhledem ke vzdálenosti pozorovatele, a nelze je tedy zanedbat. Příkladem může být obloha jako přírodní plošný zdroj difúzního světla anebo velkoplošná svítidla vytvářející např. celé svítící stropy nebo stěny. V podstatě i běžné svítidlo v reálných situacích představuje plošný světelný zdroj, jehož rozměry nelze zanedbat a při výpočtu osvětlení je třeba respektovat tyto reálné rozměry a svítidlo rozdělit na menší části, které již svými rozměry splňují definici bodového zdroje – největší rozměr je obvykle maximálně 1/10 pozorovací vzdálenosti.
V některých případech můžeme mluvit o prostorovém zdroji světla. Je např. o různé druhy průsvitných látek.
Za všesměrový označujeme takový zdroj světla, který vyzařuje světlo do všech směrů. Obvykle hovoříme o vyzařování do dolního i horního poloprostoru. Speciálním typem je pak všesměrový rovnoměrně vyzařující zdroj, jehož svítivost je ve všech směrech stejná. Světelný tok takového zdroje je roven 4*pi násobku této konstantní svítivosti.